# فرد ميلز
فرد ميلز (بالإنجليزية: Fred Mills)‏ (1910 في المملكة المتحدة - 5 ديسمبر 1944 في هولندا) هو لاعب كرة قدم بريطاني (وحمل سابقاً جنسية المملكة المتحدة لبريطانيا العظمى وأيرلندا) في مركز الوسط. لعب مع بورت فايل وليدز يونايتد.

## وصلات خارجية
- فرد ميلز على موقع قاعدة بيانات كرة القدم.إي يو (الإنجليزية)